# Sicanje

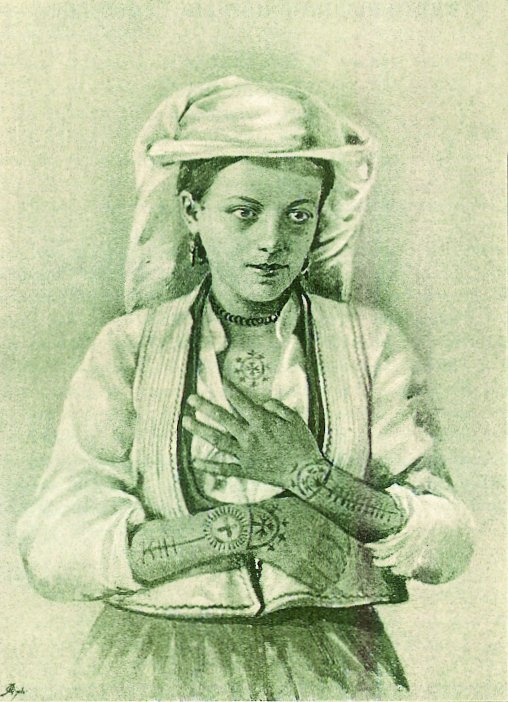
Tatueringar av korset och andra kristna symboler på kroatiska kvinnor i Bosnien och Hercegovina var ett försvar mot ottomanerna

Sicanje  är en sed att tatuera katolska kroater i Bosnien och Hercegovina .

## Historia
Det praktiserades mest när Bosnien och Hercegovina föll under ottomanskt styre. Händerna, pannan och bröst tatuerades.  Geografiskt var denna sed utbredd bland kroater i Bosnien, något mindre i Hercegovina, Tropolje, och den fanns även i Dalmatien. 
Hur turkarna kidnappade kristna barn och skickade dem till Turkiet för att vara janitsjarer och tjänare (precis som de också kidnappade barnen till den bosniska drottningen Katarina, som testamenterade BiH till den heliga stolen i Rom, tills hennes barn återvände till deras katolska märken och tron), katoliker ville alltså skydda sina barn och markera dem för alltid, så att de skulle veta vem de tillhör. Senare brukade turkar använda rätten till den första bröllopsnatten, dvs de skulle ligga med en nygift tjej innan hennes man gör det. Enligt traditionen tatuerade katoliker sina flickor på detta sätt, för att de skulle vara motbjudande för muslimer och för att de skulle alltid veta vad de en gång var i fall de skulle föras bort.
Manliga och kvinnliga barn i åldrarna 3 till 18 tatuerades på högtiden Saint Joseph, Bebådelsen, Långfredagen och under fastan med hjälp av naturliga material som honung, kol, saliv och modersmjölk. Motiven var: rånarkors, Jelicas kors, räcket, hjulet osv. Tatuering var regelbundet fram till 1938, och sedan dess har det varit på tillbakagång.  Den sista personen som tatuerades på traditionellt sätt föddes 1969 och hennes mamma tatuerade henne 1984. 
Seden att tatuera katolska kroater i Bosnien och Hercegovina undersöktes av arkeologen och historikern Ćiro Truhelka (1865 - 1942).